# Amílcar Vasconcellos
Amílcar Omar Vasconcellos Fernández (Artigas, 22 de septiembre de 1915 - Montevideo, 22 de octubre de 1999) fue un abogado, maestro, periodista y político uruguayo perteneciente al Partido Colorado.

## Carrera política
De profesión maestro, y luego abogado, militó desde muy joven en filas del batllismo y contra la dictadura de Gabriel Terra. Fue docente en el Instituto Normal de estudios magisteriales. Integrante de la Lista 15, liderada por Luis Batlle Berres, fue codirector del diario Acción. 
En las elecciones de 1950 fue elegido diputado, siendo reelecto cuatro años más tarde. En 1955 fue nombrado por el segundo Consejo Nacional de Gobierno con mayoría colorada como Ministro de Ganadería y Agricultura, y en 1957 pasó a dirigir el Ministerio de Hacienda (hoy Economía y Finanzas), hasta el fin de dicha administración y el triunfo electoral del Partido Nacional en los comicios de 1958.
En las elecciones de 1962 fue elegido para integrar el Consejo Nacional de Gobierno por la minoría colorada. Formó parte del último gobierno colegiado, entre 1963 y 1967. 
Tras el fallecimiento de Batlle Berres en 1964, perdió las elecciones internas celebradas en la Lista 15 al año siguiente, que fueron ganadas por Jorge Batlle, hijo del líder fallecido y acompañado por personalidades como Renán Rodríguez y Alberto Fermín Zubiría.
Se separó de la Lista 15 fundando la Lista 315. Con ella se postuló a la Presidencia de la República en las elecciones de noviembre de 1966, acompañado por Renán Rodríguez en la fórmula presidencial. Fue elegido senador. En 1967 fue nuevamente designado Ministro de Hacienda, por el nuevo Presidente, Óscar Diego Gestido; no obstante, renunció pocos meses después, por discrepancias con la orientación gubernativa. En ese mismo año fue Presidente de la Delegación Uruguaya a la Reunión Internacional del Banco Mundial en Río de Janeiro.
En las elecciones de 1971 volvió a ser candidato a Presidente, en fórmula completada por Manuel Flores Mora, y a la vez acompañó como candidato a Vicepresidente una fórmula encabezada por el propio Flores Mora. Aunque ambas fórmulas tuvieron un bajo desempeño electoral, Vasconcellos obtuvo la reelección en su banca de Senador.

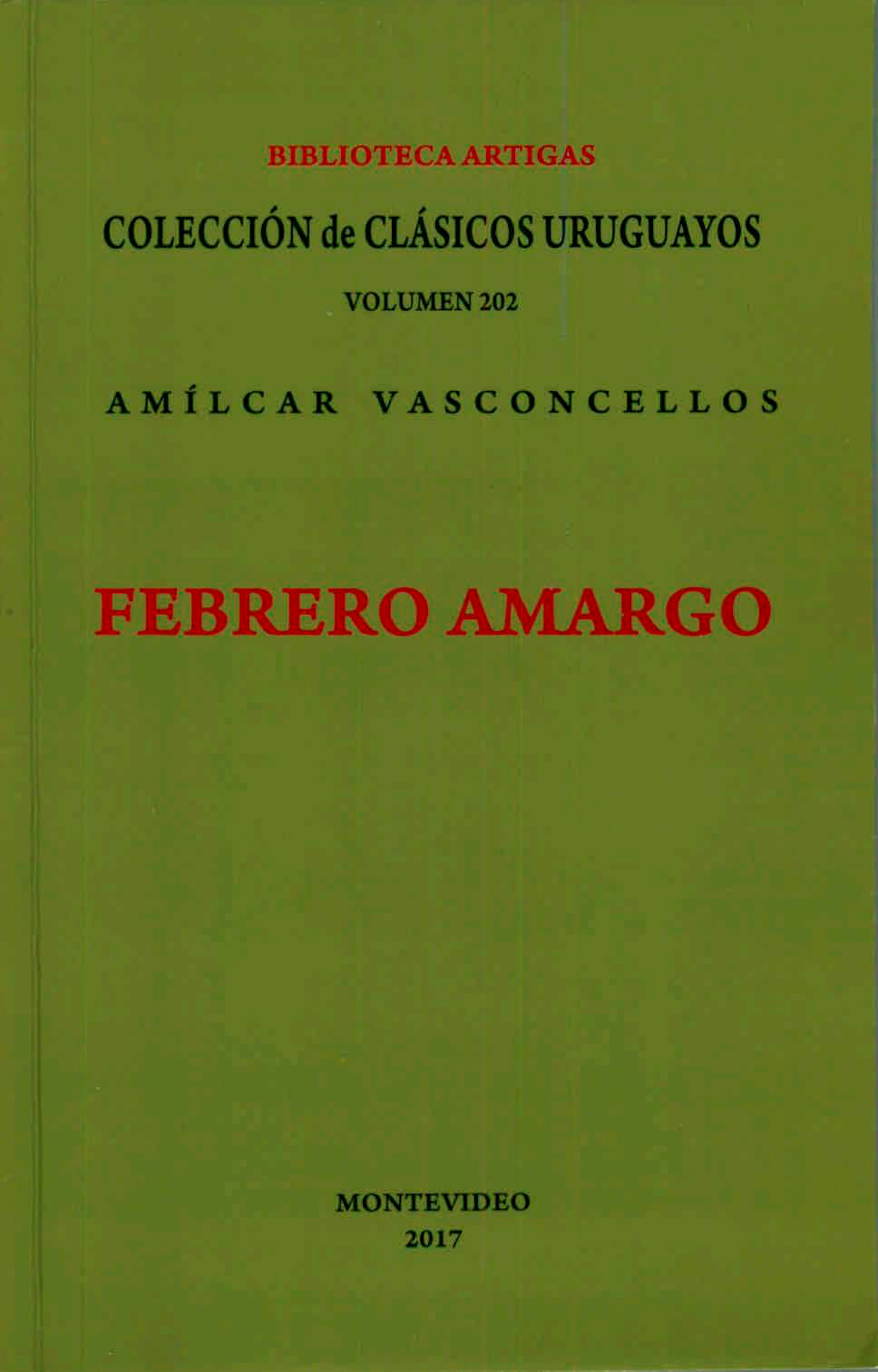
Portada del libro Febrero amargo, Colección de Clásicos Uruguayos en 2017.

Cuando en febrero de 1973 los militares desconocieron la designación como Ministro de Defensa Nacional de Antonio Francese, Vasconcellos denunció los hechos y presagió el advenimiento del golpe de Estado del 27 de junio de 1973, en un libro publicado ese mismo año, Febrero amargo. La Justicia militar pidió al Senado que le retirase los fueros parlamentarios para someterlo a proceso. En la última sesión del Senado previa al golpe de Estado, pronunció un breve pero encendido discurso:

Hay triunfadores efímeros que las hojas del viento desparraman y se olvidan hasta del odio de los pueblos. Ellos se sentirán vencedores y muchos serviles y miserables se acercarán para decorar una situación momentánea, pero ya sentirán también el látigo de la historia sobre sus hombros y el de sus hijos como una mancha indeleble por la inmensa traición que están cometiendo contra el Uruguay. Y de esto señor presidente, no los salvará absolutamente nadie. Contra esto, nadie puede defenderse.

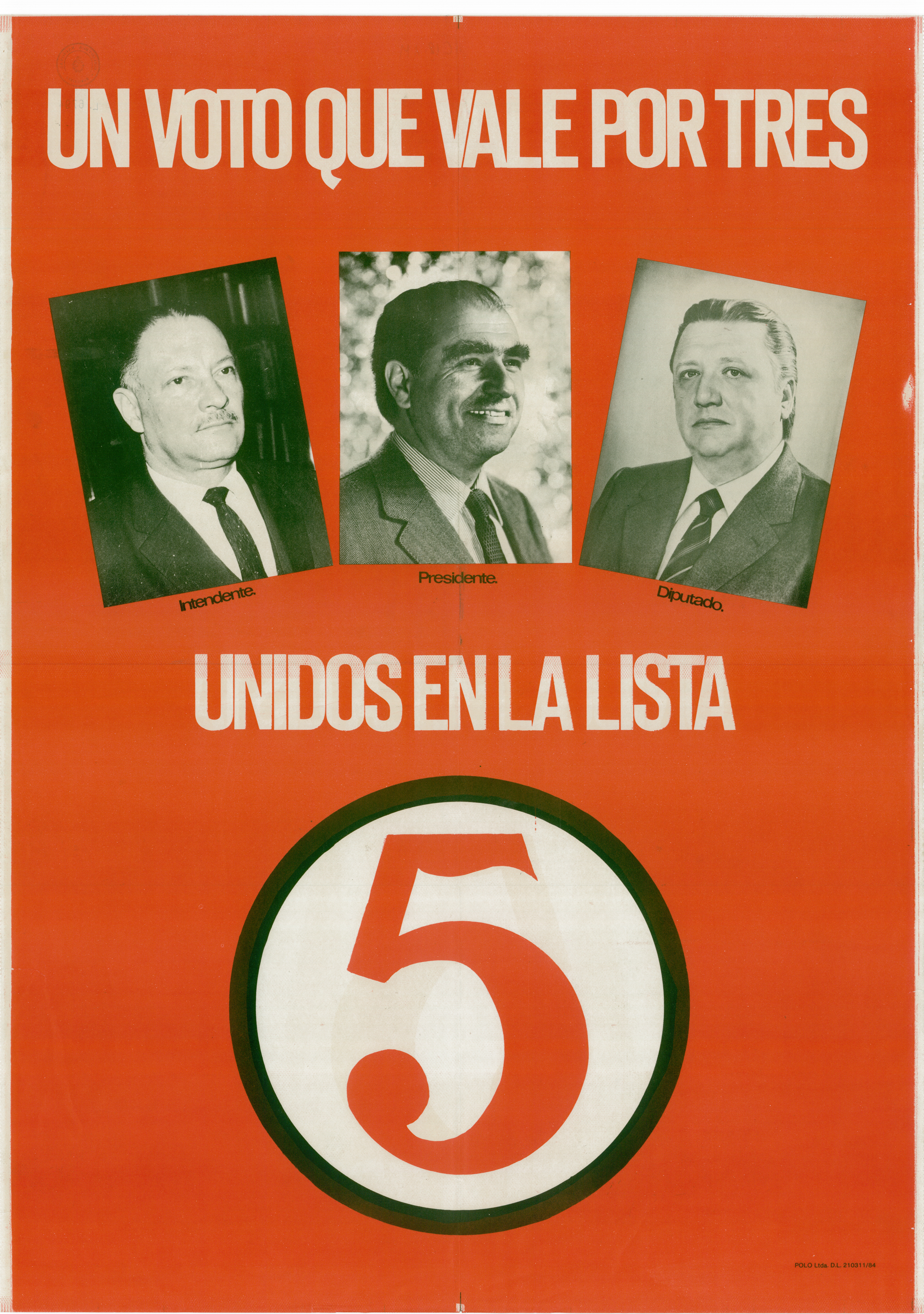
Propaganda a favor de la candidatura a la intendencia de Vasconcellos en 1984.

Tras el advenimiento de la dictadura militar, fue proscrito en 1976 por el Acto Institucional N.º 4. Entre ese año y 1983, integró junto a Jorge Batlle y Raumar Jude el triunvirato que dirigió clandestinamente al Partido Colorado durante el régimen dictatorial. 
Tras la restauración democrática, sus últimas actuaciones políticas fueron en las elecciones de 1984, con su postulación al Senado y a Intendente Municipal de Montevideo acompañando a Julio María Sanguinetti, sin éxito; y en las elecciones de 1989, con su candidatura a la Intendencia por el sector liderado por el expresidente Jorge Pacheco Areco.

## Homenajes

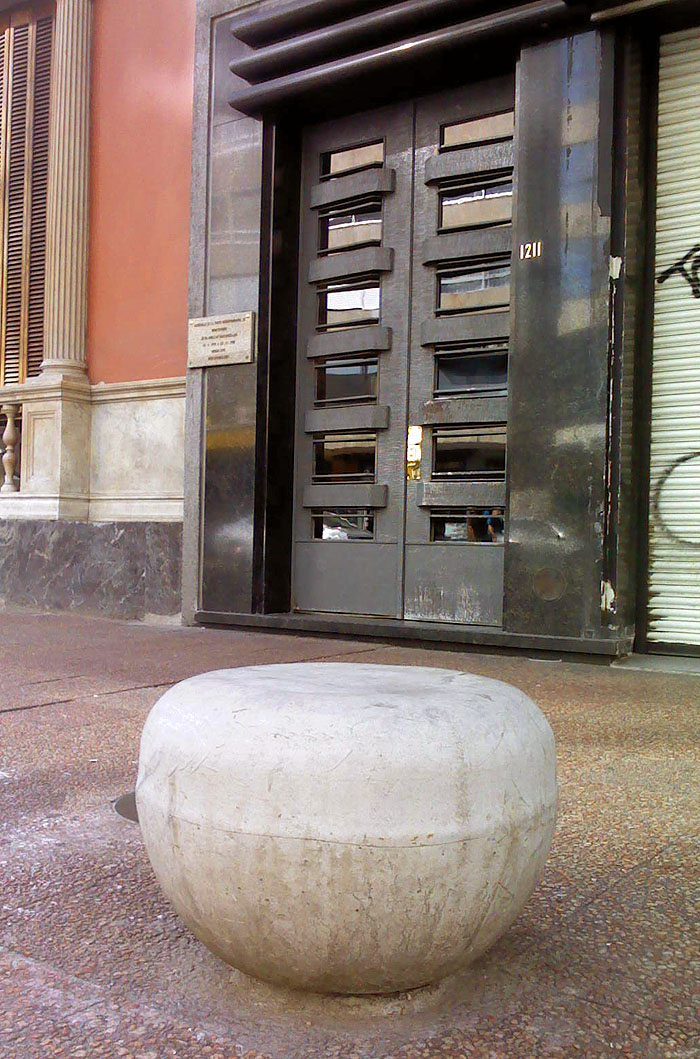
Marca de la memoria frente al que fuera su domicilio, en el 1211 de la Av. 18 de Julio

El 22 de setiembre de 2014, la Intendencia de Montevideo inauguró una «marca de la memoria» frente al que fuera su domicilio, en 18 de Julio casi Cuareim. Estas marcas son colocadas por la municipalidad en lugares considerados simbólicos en la resistencia frente al golpe de Estado de 1973.
En 2017 el estado uruguayo reedita su libro Febrero amargo bajo la Colección de Clásicos Uruguayos, con prólogo de Gerardo Caetano.